# Lodewijk van den Berg
Lodewijk van den Berg (* 24. März 1932 in Sluiskil, Terneuzen, Niederlande; † 16. Oktober 2022) war ein US-amerikanischer Wissenschaftler, der an einem Raumflug eines Space Shuttle teilnahm. Er war der erste Raumfahrer, der in den Niederlanden geboren wurde, war aber zum Zeitpunkt seines Raumflugs kein niederländischer Staatsbürger mehr.

## Werdegang
Van den Berg studierte von 1949 bis 1961 Chemieingenieurwesen an der Technischen Universität Delft. Nach seinem Abschluss wechselte er an die University of Delaware in den Vereinigten Staaten, an der er einen Master in angewandter Wissenschaft erhielt und 1974 promoviert wurde, ebenfalls in angewandter Wissenschaft.
Danach wurde van den Berg eine Stelle bei der EG&G Corporation, einem Militärzulieferer, angeboten. Van den Berg sollte das Kristallwachstum erforschen. Da die Firma aber mit militärisch sensiblen Informationen umgeht, wurde es notwendig, dass der gebürtige Niederländer van den Berg 1975 die US-amerikanische Staatsbürgerschaft annahm.

## Astronautentätigkeit

### Vorbereitung

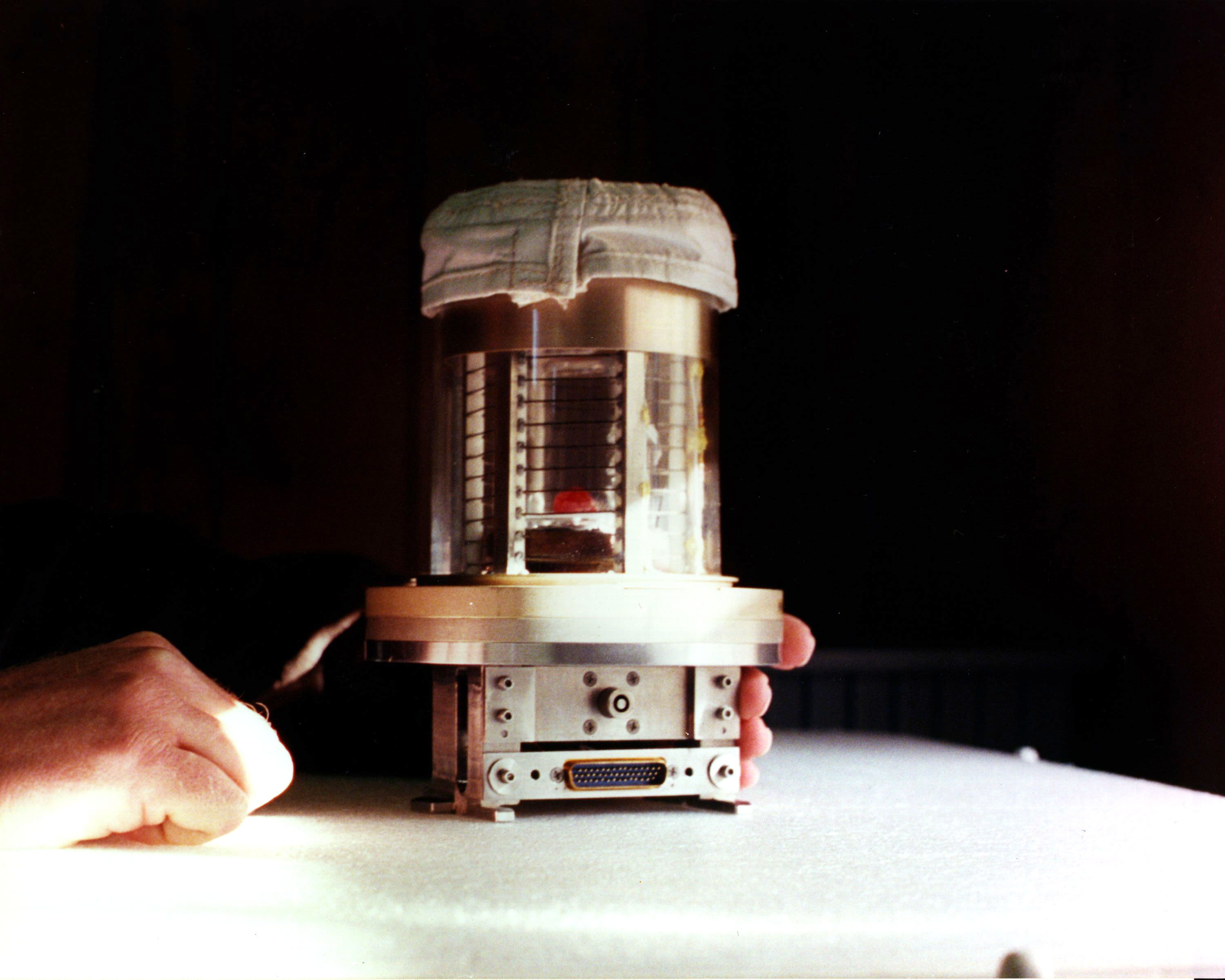
Vapor Crystal Growth System Experiment für STS-51-B

Während seiner Arbeit bei EG&G bat van den Berg die NASA um Erlaubnis, Kristallwachstumsexperimente im Weltraum durchführen zu dürfen. Die NASA sagte zu, und van den Berg und seine Mitarbeiter konstruierten das Vapor Crystal Growth System (VCGS) für einen Einsatz bei einem Space-Shuttle-Flug. Die NASA entschied, dass es einfacher wäre, einen Kristallwachstumsexperten zum Astronauten zu machen, als umgekehrt, und bat EG&G und van den Berg eine Liste mit acht Personen zu erstellen, die die Experimente bei einem Weltraumflug durchführen könnten. Van den Berg und sein Chef kamen allerdings nur auf sieben Namen. Der Chef ergänzte die Liste mit van den Bergs Namen, rechnete aber damit, dass van den Berg aufgrund seines Alters, seiner dicken Brille und seiner kleinen Statur bereits bei der ersten Auswahlrunde der NASA aussortiert werden würde. In der ersten Runde schieden jedoch vier andere Bewerber aus, die nicht den fachlichen Anforderungen entsprachen. Bei den körperlichen Tests bestand van den Berg ebenfalls, während zwei andere wegen möglicher Herzprobleme ausschieden. So begann van den Berg zusammen mit Mary Johnston das Training für die Weltraummission. Im Oktober 1984 wurde van den Berg für den Raumflug ausgewählt und Johnston zur Ersatzfrau.

### Flugverlauf

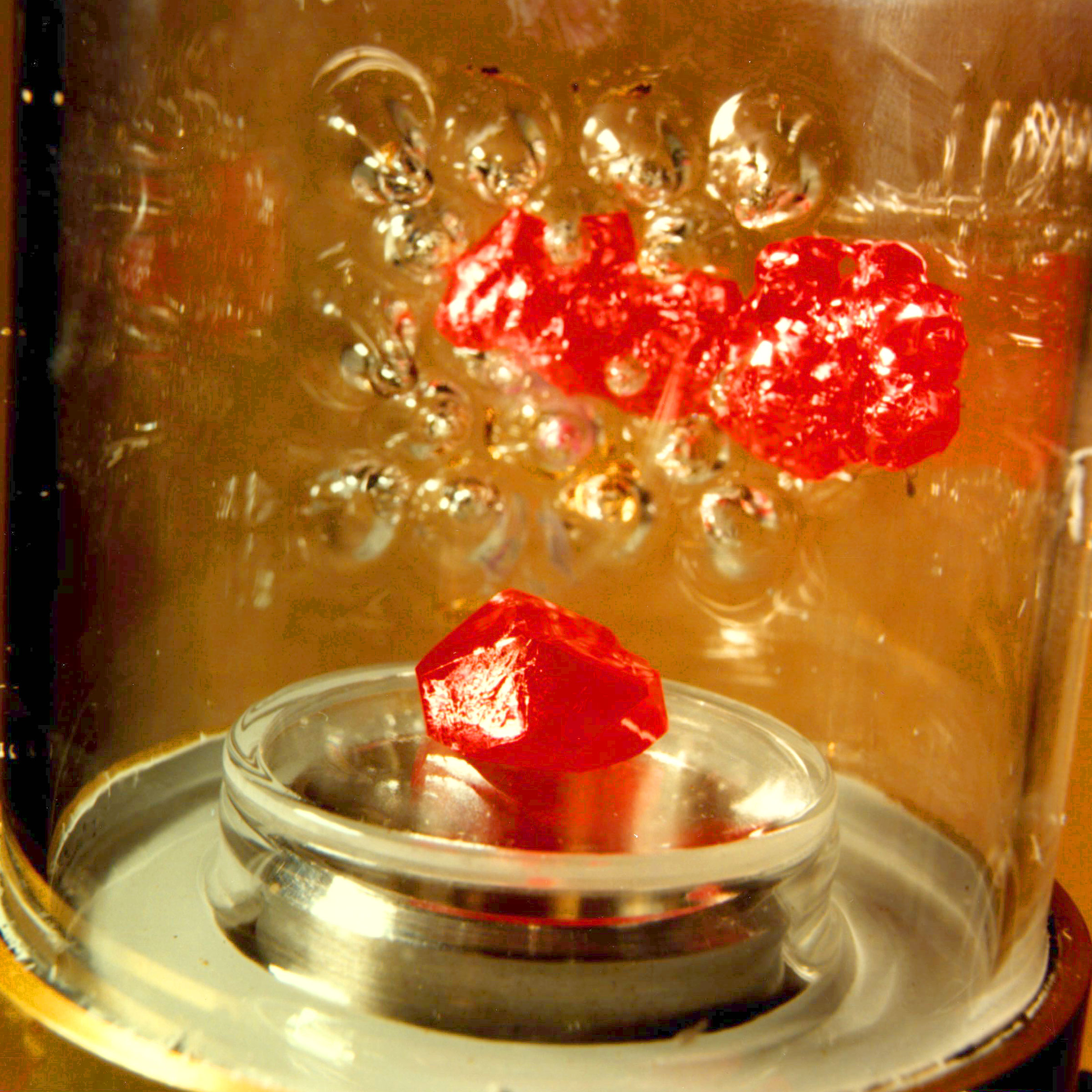
Ein Kristall im VCGS-Ofen

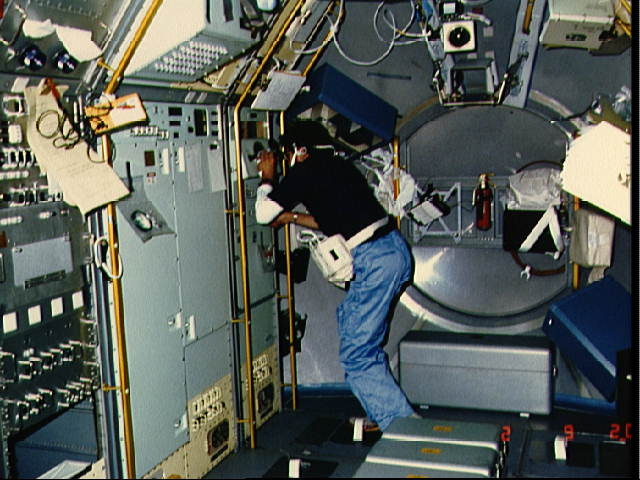
Lodewijk van den Berg beobachtet das Kristallwachstum im Spacelab

Am 29. April 1985 flog van den Berg als Nutzlastspezialist mit der Raumfähre Challenger in den Weltraum. Die Nutzlast der Mission STS-51-B bestand aus dem Spacelab der Europäischen Weltraumorganisation (ESA). Mitgeführt wurden 15 Experimente, vor allem zur Untersuchung von Flüssigkeiten und Werkstoffen im schwerelosen Raum. Van den Berg betreute das von ihm entwickelte Vapor Crystal Growth System. Für biologische Untersuchungen waren zudem zwei Affen und 24 Nagetiere an Bord. 14 Experimente konnten erfolgreich durchgeführt werden. Außerdem wurde der Wissenschaftssatellit NUSAT ausgesetzt.

## Nach dem Raumflug
Nach seinem Raumflug züchtete van den Berg weiterhin Kristalle bei EG&G. Später wechselte er dann als Chefwissenschaftler zur Constellation Technology Corporation. Seine Kristalle, hauptsächlich Quecksilberiodidkristalle, werden zur Herstellung von Präzisionsdetektoren für radioaktive Strahlung verwendet.

## Privates
Lodewijk van den Berg war verheiratet und hatte zwei Kinder.
Van den Berg besuchte die Niederlande alle zwei Jahre und war 2004 Gegenstand einer niederländischen Dokumentation mit dem Titel „De Vergeten Astronaut“.

## Ehrungen
Nach van den Berg wurde der Asteroid (11430) Lodewijkberg benannt.
In der niederländischen Stadt Terneuzen trägt die Mittelschule Lodewijk College seinen Namen.

## Belege
- Kurzbiografie von Lodewijk van den Berg bei spacefacts.de
- NASA-Biografie von Lodewijk van den Berg (englisch; PDF)
- Biografie von Lodewijk van den Berg in der Encyclopedia Astronautica (englisch)
- Delft Integraal: Niet Wubbo maar Lodewijk van den Berg was de eerste PDF (niederländisch)